# Dolar nowozelandzki

Kurs NZD / USD

Dolar nowozelandzki – oficjalna waluta Nowej Zelandii oraz państw stowarzyszonych z NZ: Niue, i Wysp Cooka, a także terytoriów zależnych od Nowej Zelandii:  Tokelau i antarktycznej dependencji Rossa, do której Nowa Zelandia rości pretensje (zawieszone na czas obowiązywania Traktatu Antarktycznego) i brytyjskiej kolonii Pitcairn. Wprowadzony 10 lipca 1967, nowozelandzki dolar dzieli się na 100 centów i zastąpił w obiegu funta nowozelandzkiego, który dzielił się na 20 szylingów i 240 pensów. Skrót waluty: NZD. Normalnie używa się oznaczenia $, ale gdy konieczne jest uniknięcie możliwości pomyłki, używane jest oznaczenie NZ$ lub potoczna nazwa „kiwi”.

## Monety
Pierwotnie (w 1967 r.) wprowadzono do obiegu 6 wariantów monet o nominałach 1, 2, 5, 10, 20 i 50 ¢. Monety o nominałach 1 i 2 ¢ zostały wycofane z obiegu 30 kwietnia 1990. 11 lutego 1991 wprowadzono do obiegu monety o nominałach 1 i 2 $. W listopadzie 2004 nowozelandzki bank centralny ogłosił konsultacje w sprawie wycofania z obiegu monet o nominale 5 ¢, decyzja o wycofaniu została podjęta w marcu 2005. Wraz z wycofaniem z obiegu monet 5 ¢ zostaną wprowadzone nowe, mniejsze monety o nominałach 10, 20 i 50 ¢: nowe monety pojawiły się w obiegu 31 lipca 2006, obecne monety centowe zostały wycofane z obiegu 31 października 2006, ale zachowały swoją wartość nominalną i będą mogły być wymieniane przez nieograniczony czas w siedzibie Reserve Bank of New Zealand.
Na awersie monet umieszczany jest profil królowej Elżbiety II. Dotychczas używane były trzy wzory profilu królowej: młoda do 1985 r.,
starsza w koronie w latach 1986-1998 i najstarsza od 1999 r. do teraz.
W listopadzie 1990 r., dla uczczenia 150. rocznicy europejskiego osadnictwa na Nowej Zelandii, wprowadzono do obiegu nową monetę o nominale 20 centów. Na rewersie tej monety w miejsce poprzednio widniejącego tam kiwi umieszczono maoryską rzeźbioną figurę, zwaną w języku maoryskim pukaki. Wzór ten został zachowany na monecie 20-centowej po 2006 r.
Monety o nominale 10 centów z 1967 i 1969 r. miały na rewersie dodatkowo napis „one shilling”. Od 1970 r. zrezygnowano z niego.

## Banknoty
Oryginalnie wprowadzono do obiegu 6 banknotów o nominałach 1, 2, 5, 10, 20 i 100 $. W tym czasie nie istniał banknot 50 $, został on wprowadzony do obiegu dopiero w 1983 r. 16 kwietnia 1993 wycofano z obiegu banknoty o nominałach 1 i 2 $. Od 1999 r. banknoty drukowane są na podłożu polimerowym.

## Dodatkowe informacje
Nowa Zelandia długo przygotowywała się do wymiany pieniędzy (od 1959 r.), częścią procesu konsultacji był wybór nazwy nowego pieniądza. Jedną z najdziwniejszych propozycji był zeal (od nazwy kraju, ale mający też znaczenie w ang. „zapał, gorliwość”).
Mimo wycofania z obiegu monet 1-, 2- i 5-centowych, ceny nie muszą być wielokrotnością 10 centów. W przypadku płacenia gotówką sumę praktycznie zawsze zaokrągla się do najbliższej całkowitej wielokrotności 10 centów (1, 2, 3 i 4 ¢ do zera, a 6, 7, 8 i 9 ¢ do 10 ¢), polityka zaokrąglania cen kończących się na 5 ¢ nie jest jednolita, w szczególności kontrowersyjną decyzję podjęła nowozelandzka poczta, która zdecydowała się na zaokrąglanie w górę swoich cen, w tym cen krajowych znaczków pocztowych kosztujących 45 ¢, co faktycznie oznaczało, że płacący gotówką płacą za list krajowy zwykły o 5 ¢ więcej (obecnie opłata została podniesiona do 50 ¢). Płacący innymi środkami (czekiem, kartą płatniczą, przelewem itp.) zawsze płacą dokładną sumę, bez zaokrąglania.
Do wymiany pieniądza w 1967 r. nowozelandzkie funty były również walutą Samoa Zachodniego (obecnie Samoa), będącego do 1962 r. terytorium zależnym od Nowej Zelandii. Wymiana pieniądza była okazją do wprowadzenia własnej, samoańskiej waluty.
Stare pieniądze oparte na funcie zostały wycofane w 1967 r., ale niektóre monety można było przez wiele lat spotkać w obiegu. Były to monety o nominale 6 pensów (równowartość 5 ¢) i 1 florena, czyli 2 szylingów (równowartość 20 ¢), miały one identyczne wymiary i masę, jak ich dziesiętne odpowiedniki. Przed 2006 rokiem w obiegu pojawiały się też prawie identyczne monety australijskie i singapurskie o niskich nominałach.